# Khosrow Hassanzadeh
Khosrow Hassanzadeh (Perzisch: خسرو حسن‌زاده) (Teheran, 1963 – aldaar, 2 juli 2023) was een Iraanse schilder van Azerbeidzjaanse afkomst, wiens werk de nationale en internationale politieke en maatschappelijke beeldvorming aan de kaak stelt.
In Teheran, waar hij woonde en werkte, volgde Hassanzadeh van 1989 tot 1991 een opleiding aan een kunstacademie, daarna studeerde hij Perzische literatuur. Als beginnend kunstenaar verdiende hij zijn inkomen als fruitverkoper op een markt; in de ruimte achter zijn winkel maakte hij zijn eerste schilderijen.
Tijdens de Iran-Irak oorlog vocht hij als vrijwilliger aan het front. 

## Oeuvre
Zijn oorlogservaringen verbeeldde hij in zijn sombere reeks Oorlog uit 1998, waarmee hij internationaal doorbrak, maar die in zijn eigen land controversieel was doordat zijn verbeeldingen indruisten tegen de van bovenaf gepropageerde visie op deze oorlog - die een miljoen mensenlevens kostte - met als voornaamste ingrediënten: Iraans heldendom en martelaarschap. Hassanzadeh is vanaf dat moment een 'politieke' kunstenaar gebleven die met zijn schilderingen en zeefdrukken op canvas thema's uit de Iraanse cultuur en recente geschiedenis op een eigen wijze belicht en aan de kaak stelt.  
Een voorbeeld is zijn visie op de Asjoera. In dit ritueel herdenken de sjiieten hun nederlaag tegen de soennieten op het slagveld van Karbala in 680 n. Chr. De mannelijke deelnemers geselen zich bij deze gelegenheid tot bloedens toe. Tegenover de machocultuur en de verheerlijking van mannelijkheid tijdens deze religieuze herdenking stelt Hassanzadeh in zijn Asjoera (2000) een zachte, mystieke interpretatie waarin de vrouwelijke heilige Zeinab centraal staat. Zeinab is een icoon van moed en leiderschap in de sjiitische islam.
Zo is zijn serie Prostituees (2002), waarbij hij gebruikmaakte van portretfoto's uit politiedossiers, een eerbetoon aan de zestien prostituees die vermoord werden door een seriemoordenaar in de heilige stad Mashhad.
De uit het Amerika van president G.W.Bush afkomstige typering van Iran als een natie die behoort tot de as van het kwaad en de onvermijdelijk daarbij behorende negatieve beeldvorming, werd door de schilder becommentarieerd door de vierdelige reeks Terrorist (2004), waarbij hij zichzelf en drie familieleden afbeeldde. De geportretteerden kijken recht in de lens; gewoner, vreedzamer mensen zijn nauwelijks denkbaar. Hun achtergrond wordt gevormd door Iraanse symbolen. Met deze zeefdrukken op grote canvasdoeken verwijst Hassanzadeh op zijn beurt terug naar het favoriete medium dat door de Iraanse regering wordt gebruikt voor religieuze propaganda. De reeks haalt daarmee uit zowel naar het Westen als naar het moslimfundamentalisme, waartegenover de kunstenaar zich op eigen wijze onafhankelijk verklaart. 
Het heen en weer pendelen tussen deze beide polen en het subtiel ondermijnen van hun stellige uitgangspunten is een van de opvallende kenmerken van het werk van Khosrow Hassanzadeh. In 2001 werd zijn leven en werk onderwerp van een documentaire getiteld Paint! No Matter What van regisseur Maziar Bahari.
Hassanzadeh overleed op 60-jarige leeftijd.

## Exposities
Het werk van Hassanzadeh is onder meer geëxposeerd geweest in Teheran, Dubai, Beiroet, Osaka en Londen. In het Tropenmuseum was voor het eerst in Nederland een overzicht van zijn werk te zien op de tentoonstelling Inside Iran (22 september 2006 tot en met 7 januari 2007). De serie Terrorist is door het Tropenmuseum aangekocht. Ook het British Museum, de Wereldbank en het Teheraans Museum voor Eigentijdse Kunst hebben werken van hem in hun collectie.